# Desenterrando Sad Hill
Desenterrando Sad Hill —cuyo título inglés es Sad Hill Unearthed— es una película documental española de 2017 dirigida por Guillermo de Oliveira. Relata el proceso llevado a cabo por una asociación de voluntarios que rehabilitaron y reconstruyeron el cementerio de Sad Hill creado en 1966 para el rodaje de la secuencia final del filme El bueno, el feo y el malo. Cuenta con testimonios de algunas de las personas que trabajaron en aquella película, de otros cineastas, de estudiosos del filme y de aficionados. Está rodada en color y hablada en español, inglés, italiano y francés.

## La historia
En 1966 se rodó en España la película que en este país se conoce como El bueno, el feo y el malo. Parte de las localizaciones se situaron en el valle de Mirandilla, situado en la provincia de Burgos, en los términos municipales de Contreras y Santo Domingo de Silos, cerca de Covarrubias. Para facilitar la filmación de esta producción internacional, el gobierno presidido por el general Franco ofreció la colaboración de varios cientos de militares que —debidamente remunerados— trabajaron en la construcción de los escenarios y como extras. En una zona apartada de cualquier signo de vida humana se rodó la larga secuencia final de la película del duelo a tres bandas, para la que se construyó un cementerio circular con unas cuatro mil tumbas simuladas. Una vez terminado el rodaje, el escenario fue abandonado y la Naturaleza fue cubriéndolo de matorrales.
El lugar permaneció en el olvido hasta que en 2014 un grupo de aficionados a la película de Sergio Leone decidieron recuperar el escenario. Tras localizar el emplazamiento, los entusiastas seguidores crearon la Asociación Cultural Sad Hill y solicitaron permiso a la Junta de Castilla y León. Una vez conseguido, se dedicaron a cavar para recuperar las piedras del círculo central. Luego fueron recuperando las tumbas y colocaron cruces. Puesto que el trabajo era mayor de lo que pensaron inicialmente, difundieron su propósito por las redes sociales y captaron un considerable número de colaboradores que, en bastantes casos, se desplazaban desde lugares muy alejados. Para financiar el proyecto recurrieron al micromecenazgo, ofreciendo a cambio de una pequeña cantidad de dinero el discutido aliciente de colocar el nombre del donante en una de las tumbas del cementerio. El momento cumbre de su labor fue el 24 de julio de 2016, cuando organizaron un evento en el recuperado «Sad Hill» para conmemorar el cincuenta aniversario de la película. Su labor continuaba tras el estreno de Desenterrando Sad Hill.

## La película
Guillermo de Oliveira se enteró en 2014 del proyecto de recuperación de Sad Hill gracias a un amigo que había oído la noticia en la radio. Siguió el tema a través de Facebook y decidió grabar una pieza corta sobre el tema para subir a YouTube o, quizá, un cortometraje, ya que pensó que el asunto no podría llegar a prosperar. Sin embargo, el movimiento fue creciendo y encontrando apoyos en trabajadores voluntarios y donantes, y el documental se fue alargando hasta convertirse en un largometraje.
La película se centra en el proceso de reconstrucción del cementerio de Sad Hill y en analizar las motivaciones de los voluntarios que trabajaron en él. Para ello cuenta con los testimonios de cuatro de los promotores principales: David Alba, Sergio García, Diego Montero y Joseba del Valle. También se entrevista a dos de los colaboradores ocasionales, el matrimonio formado por los franceses Jean-Pierre y Anne-Marie Lanoue.
Pero el documental va más allá y también informa acerca del rodaje de El bueno, el feo y el malo contando para ello con algunos de los supervivientes del equipo que trabajó en aquel icono del Spaghetti western: el músico Ennio Morricone, el montador Eugenio Alabiso, el actor Clint Eastwood, el ayudante de cámara Sergio Salvati, el asistente de dirección de arte Carlo Leva y el fallecido director Sergio Leone mediante grabaciones de la época de la filmación y de 1977. También plasma los recuerdos de tres de los militares que colaboraron en las labores de construcción de los decorados y que trabajaron como figurantes: Juan José de la Horra, José Urrutia y Rafael Solana. Dentro de este apartado destaca especialmente el espacio dedicado a las diversas versiones del incidente de la voladura accidental del puente construido por el Ejército cuando las cámaras todavía no estaban rodando.
Por último, el filme también analiza y valora la cinta de Leone a través de las personas mencionadas y de otros admiradores de su cine. Entre ellos algunos tan conocidos como el músico de Metallica James Hetfield y los directores Joe Dante y Álex de la Iglesia. También cuenta con las opiniones cualificadas del crítico Stephen Leigh y los estudiosos de la obra de Leone sir Christopher Frayling y el doctor Peter J. Hanley. Otros aficionados son menos populares, como los canadienses Will Ross, Devan Scott y Daniel Jeffery, que en 2014 se desplazaron hasta el lugar antes de que comenzaran los trabajos de rehabilitación.

## Recepción
El estreno mundial de Desenterrando Sad Hill tuvo lugar en el Festival Internacional de Cine de Tokio, certamen clasificado como de categoría «A» por la FIAPF. Después fue exhibida en otros festivales, como Santa Bárbara, Buenos Aires y El Cairo. En su recorrido obtuvo algunos premios, como el de Mejor película de la sección Noves Visions del Festival de Cine de Sitges y el de Mejor contribución técnico-artística al género wéstern del Festival de Wéstern de Almería. El estreno en España tuvo lugar el 19 de octubre de 2018.
Las valoraciones críticas son dispares. Jordi Costa considera en El País que la película abusa de las entrevistas y que «se acerca peligrosamente al reportaje», pero valora positivamente cómo muestra el esfuerzo de ese grupo de aficionados que desarrollan un trabajo cercano a la arqueología para recuperar un lugar de ficción. Por su parte, Jesús Palacios opina en Fotogramas que el filme es emotivo e inquietante, reflejando un trabajo de arqueología cinematográfica sobre un cine que ya no existe. El crítico del diario La Razón valora positivamente que el documental sea «un canto de amor al cine como depósito de la memoria histórica y sentimental», pero cree que «explota la lágrima cómplice que solo los fans de Leone irredentos pueden derramar». En ABC, Federico Marín valora la tenacidad de Guillermo de Oliveira y el poner en el mismo plano a los «fans» y a los grandes nombres como Clint Eastwood, aunque cree que debería haber recortado algo la duración.
A finales de 2018 la difusión de la película aumentó considerablemente al ser incluida en el catálogo internacional de Netflix acompañada de subtítulos en español, inglés, francés, alemán y árabe.
Cuando se abrió la temporada de premios cinematográficos anuales, la película fue nominada al Premio Goya a la mejor película documental y ganó la Medalla del Círculo de Escritores Cinematográficos al mejor largometraje documental.

## Premios y nominaciones

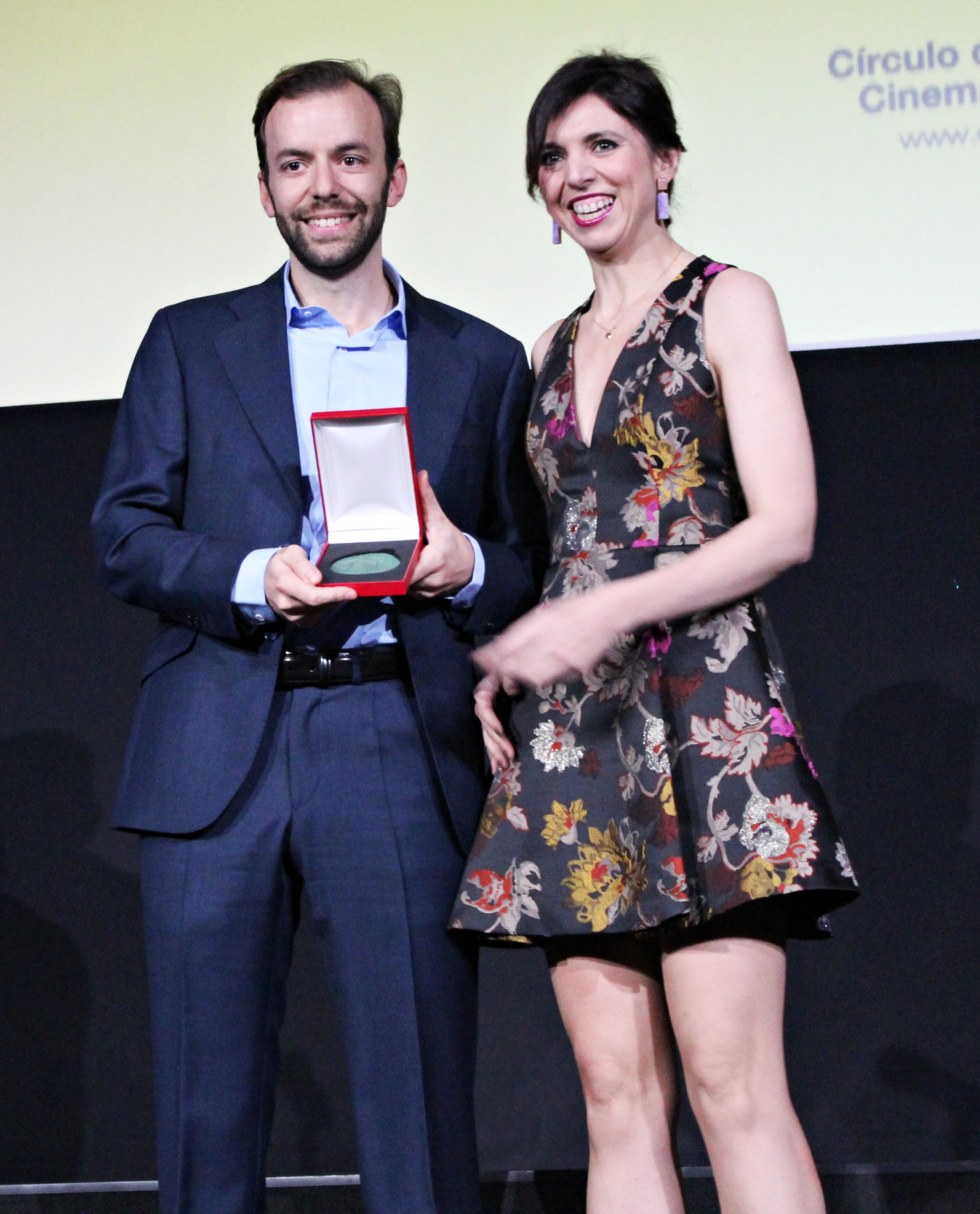
Oliveira y Cowell recibiendo la Medalla del CEC al mejor documental.

74 edición de las Medallas del Círculo de Escritores Cinematográficos
| Categoría                     | Resultado |
| ----------------------------- | --------- |
| Mejor largometraje documental | Ganadora  |

33 edición de los Premios Goya
| Categoría                 | Resultado |
| ------------------------- | --------- |
| Mejor película documental | Nominada  |

Premios Cinematográficos José María Forqué
| Categoría                 | Resultado |
| ------------------------- | --------- |
| Mejor película documental | Nominada  |

Festival de Cine de Sitges
| Sección       | Categoría      | Resultado |
| ------------- | -------------- | --------- |
| Noves Visions | Mejor película | Ganadora  |

Festival de Wéstern de Almería
| Categoría                                              | Resultado |
| ------------------------------------------------------ | --------- |
| Mejor contribución técnico-artística al género wéstern | Ganadora  |